# Spezialchemie
Als Spezialchemie wird ein Bereich der chemischen Industrie bezeichnet. Der Begriff ist nicht eindeutig definiert, aber in der Regel versteht man darunter chemische Produkte mit folgenden Eigenschaften:
- Im Vordergrund steht die Wirkung, nicht die chemische Beschaffenheit
- Die Produkte sind für spezielle Anwendungen, häufig sogar kundenspezifisch, hergestellt
- Der Anteil an den Gesamtkosten ist für den Kunden relativ gering, spielt aber eine wichtige Rolle für sein Produkt
- Relativ kleine Volumina und daher häufig diskontinuierliche Produktionsverfahren

Typische Spezialchemie-Produkte sind diverse Additive, wie beispielsweise Flammschutzmittel, Lichtschutzmittel und Lebensmittelzusatzstoffe. Die Einteilung der Spezialchemie erfolgt entweder nach Kundenindustrie (Lebensmittel) oder Funktion (Flammschutz). Feinchemikalien und pharmazeutische Wirkstoffe haben ein anderes Geschäftsmodell (basierend auf der Reinheit des Stoffes), werden aber trotzdem häufig zur Spezialchemie gezählt. Der Übergang zwischen Basischemie und Spezialchemie verläuft fließend und kann sich auch im Zeitverlauf ändern.
Die Unternehmen der Spezialchemie haben einen hohen Aufwand für Forschung und Entwicklung, da sie oft nur im Markt bestehen können, wenn sie ständig neue und innovative Produkte entwickeln. Auch die Herstellkosten sind meistens gegenüber den in Massenproduktion hergestellten Grundchemikalien sehr hoch. Im Gegenzug können aber auch sehr hohe Preise erzielt werden und der Einfluss der Rohstoffkosten ist geringer. Spezialchemieunternehmen führen oft Lohnsynthesen im Auftrag anderer Unternehmen durch, die das spezielle Know-how und die Produktionsmöglichkeiten selbst nicht haben.
Ende der 1990er Jahre entstanden zahlreiche Spezialchemieunternehmen durch die Dekonstruktion der chemischen Industrie, wichtige Beispiele waren Clariant (Spin-off der Sandoz-Chemiesparte 1995, Übernahme des Spezialchemikaliengeschäft von Hoechst 1997), Rhodia (Rhône-Poulenc Spin-off 1998), Ciba AG (Novartis Spin-off 1997), Cognis (Henkel Spin-off 1999), Lonza Group (Alusuisse Spin-off 1999). Inzwischen wurden zahlreiche dieser Unternehmen von diversifizierten Chemieunternehmen wie BASF (Ciba, Cognis) oder Solvay (Rhodia) übernommen. Bestehende Unternehmen mit einem hohen Anteil Spezialchemie sind beispielsweise Altana, Clariant, Evonik Industries und Merck KGaA.